# Joan Bonaventura de Gualbes i Copons
Joan Bonaventura de Gualbes i Copons   (Barcelona, 1643 - 15 de desembre de 1714), i en la seva faceta literària com a «Rector de Bellesguard», fou un polític, militar i literat català, vinculat amb l'Acadèmia dels Desconfiats i amb càrrecs i actuacions destacades a finals del segle xvii i principis del segle xviii, especialment durant la Guerra de Successió.

## Biografia
Era fill de Rafael Bonaventura de Gualbes (conseller en cap de Barcelona entre el 1660 i el 1661) i d'Anna de Copons. El 1679 es registren els capítols matrimonials de Joan de Gualbes i Marianna de Vilallonga i Saportella, vídua en primeres núpcies de Bernat de Cordelles.
Formà part del braç militar de Catalunya i assistí a les corts de 1701-1702, de Felip V, i a les corts de 1705-06, de l'arxiduc Carles III. El 18 de setembre de 1705 fou nomenat pel rei-arxiduc un dels vuit membres de la Junta de Cavallers que, conjuntament amb la Junta Eclesiàstica, va assistir durant un temps al nou monarca en el govern del país.
Joan de Gualbes conreà la poesia, gairebé sempre en català, i adoptà el pseudònim de «Rector de Bellesguard», en referència al nom de la seva finca de Sant Gervasi de Cassoles, l'actual Torre Bellesguard d'Antoni Gaudí. Fou l'autor de la «Dedicatòria» per a l'edició del 1703 de les poesies del Rector de Vallfogona, La armonia del Parnàs.
Morí sense descendència el 15 de desembre de 1714.